# 博利角
博利角（英語：Borley Point），是南極洲的海岬，位於南桑威奇群島，處於蒙塔古島西北端，在1930年由英國研究隊繪入地圖，該海岬由英國海外領土管轄。